# Arme-Socken-Teppich
Der Arme-Socken-Teppich ist ein Kunstwerk des deutschen Künstlers Hermann Josef Hack, das dieser aus den Socken von Arbeitslosen mit Hilfe von über 600 Erwerbsloseninitiativen aus ganz Deutschland in Form eines Teppichs gefertigt hat. Am 27. September 1998 legte Hack den Arme-Socken-Teppich erstmals dem Kanzlerkandidaten Gerhard Schröder vor dessen Wahllokal in Hannover vor die Füße. Später, während  Schröders Kanzlerschaft, rollte Hack seinen Teppich bei jedem Spitzengespräch des Bündnisses für Arbeit vor dem Bundeskanzleramt aus, um so darauf hinzuweisen, dass die Betroffenen nicht an den Gesprächen beteiligt waren. Weitere Aktionen mit dem Arme-Socken-Teppich verhalfen sowohl dem Anliegen der Betroffenen als auch dem Künstler selbst zu mehr Aufmerksamkeit in der breiten Öffentlichkeit.